# كين تشاستين
كين تشاستين (بالإنجليزية: Ken Chastain)‏ هو ملحن ومنتج أسطوانات أمريكي، ولد في 15 أكتوبر 1964.

## وصلات خارجية
- كين تشاستين على موقع IMDb (الإنجليزية)
- كين تشاستين على موقع ميوزك برينز (الإنجليزية)
- كين تشاستين على موقع قاعدة بيانات الفيلم (الإنجليزية)